# Emilie von Palmenberg
Emilie von Palmenberg, geborene Dietrich (* 17. Februar 1864 in Baden-Baden; † 16. April 1931 in München), war eine deutsche Porträt-, Landschafts- und Milieumalerin.

## Leben

### Herkunft und Adelstitel
Die Rahmenbedingungen für ein Künstlerleben waren für Emilie Dietrich im ausgehenden 19. Jahrhundert nicht schlecht. Im damals glamourösen Baden-Baden kamen die Eltern, Heinrich und Emilie, geb. Himmel, zu einigem Reichtum. Heinrich Dietrich firmierte zunächst als Klavierbauer, später als Pianofabrikant in der Baden-Badener Inselstraße 2. Die Familie führte zudem eine Klavierhandlung mit Verleih.
Tochter Emilie interessierte sich indes weniger für Musik als vielmehr für Kunstausstellungen, die im Baden-Badener Kurhaus vor allem in den Sommermonaten geboten waren. Regelmäßig besuchte sie die Kunsthandlung Schaller und versuchte das Gesehene zu imitieren.
Liiert war Emilie Dietrich mit Freiherr Raimund Anton Josef Mulitsch von Palmenberg (* 18. April 1825 in Radkersburg/Steiermark). Das Paar reiste in den 1890er Jahren durch Europa, besuchte für Künstler interessante Hauptstädte und lebte einige Zeit in den USA.
Am 3. Juni 1901 heiratete Emilie 37-jährig in München den damals 76-jährigen Freiherrn, der aber schon bald nach der Hochzeit verstarb. Ab 1907 unterhielt sie ein Atelier in der Adalbertstraße 57/0 1 in München und pendelte regelmäßig zwischen Baden-Baden und München. Die Künstlerin wurde als äußerst humorvoll, geistreich, ungezwungen und inspirierend beschrieben.

### Ausbildung
Ihre autodidaktischen Malstudien beeindruckten die mondäne ungarische Porträtmalerin Elisabeth Vilma Parlaghy (1863–1923). Ein Foto von 1895 zeigt beide zusammen mit anderen Künstlern im Badener Salon (die noch nicht verheiratete Emilie als „Frl. Dietrich“). Bei Parlaghy studierte sie in Berlin Porträtmalerei, mit ihr unternahm sie auch eine Kunstreise nach Nordamerika. Ihre weitere künstlerische Ausbildung erfuhr sie bei dem Karlsruher Kunstprofessor August Hoerter (1838–1907). Er galt in den 1890er Jahren als Vertreter sowohl der klassischen als auch der modernen Malerei. Im Jahr 1901 setzte sie ihre künstlerische Ausbildung im Atelier von Franz von Lenbach in München fort. Dort war sie vorwiegend mit dem Kopieren altmeisterlicher Werke (unter anderem Rubens) beschäftigt, was Emilie von Palmenberg wenig befriedigte. „Ich habe jahrelang alte Meister kopiert. Aber ich glaube nicht, dass ich Wesentliches dabei gelernt habe. Ich hatte große Mühe wieder klar zu sehen“. Unter dem Einfluss des Kunstmalers Hermann Groeber (1865–1935) entwickelte sie fortan ihren eigenständigen Stil und einen selbstbewussteren Umgang mit Farbe. Die Kunstpresse lobte „die Feinheit der Technik und der Inspiration und die verblüffende Virtuosität in den durchdachten Motiven“. In München schloss sie sich der Künstlervereinigung Luitpold-Gruppe an, die sich 1901 von der Münchner Künstlergenossenschaft abspaltete und für eine gemäßigte Moderne und für hohe Qualität stand.

### Werk
Ihre frühen Werke sind naturalistische Landschaftsmalereien und Interieurs im klassischen Stil, aber auch Porträts. Zu ihren herausragenden Porträtarbeiten zählen die Äbte der Klöster Ettal und Scheyern, angefertigt für das dortige Refektorium, der österreichische Schriftsteller, Satiriker und Publizist Alexander F. L. Roda Roda oder der päpstliche Gesandte in München, Erzbischof Carlo Caputo.
Ihre Landschaftsmotive und Interieurs wurden zunehmend facettenreicher, sie malte den Schwarzwald, Dorfszenen, Häuser und stille Winkel zunehmend mit abstrahierender Unschärfe und richtete den Focus damit auf Stimmungen und nicht auf detailgetreue Abbildung. Dabei wurden ihre Werke im Laufe ihres Schaffens zu Milieu- bzw. Gesellschaftsstudien. Arbeiter im Sägewerk, Feldarbeiterinnen, Männer oder Frauen im Wirtshaus, Vorstadtmilieus, Menschen an der Blumenbude oder die feine Gesellschaft im Waldcafé. Es sind Szenen aus dem Leben zu Beginn des 20. Jahrhunderts, die den Glanz aber auch die bedrückenden Verhältnisse der Zeit vermitteln. Dabei nutzte sie kräftige aber nicht grelle Farbtöne, die sie mit breiten Pinselstrichen Schicht für Schicht auf die Leinwand brachte.
Der Kunsthistoriker Max Schuberth schrieb anlässlich einer Gedächtnisausstellung 1931 in der Baden-Badener Kunsthalle: „Sie malt den Schwarzwald, aber nicht das romantische Schwarzwaldhaus. Sie findet das Große, Herbe dieser Landschaft und beschreibt es in seiner ganzen, scheinbar unfassbaren Feierlichkeit“.
Zwischen 1919 und 1930 stellte Emilie von Palmenberg regelmäßig ihre Werke im Münchner Glaspalast aus, was Widerhall in der französischen Presse fand. Die „Revue Moderne“ vom 15. Juli 1929 schrieb über das Gemälde „Vorstadthäuser“ (Glaspalast 1928): „Emilie von Palmenberg zeigt (…), dass das Motiv proletarisch sein kann, ohne unpoetisch in der Ausdrucksweise, delikat in der Konzeption zu sein“. Die Revue du Beau et du Vrai vom 10. September 1929 notiert: „Eine Künstlerin von großer malerischer Individualität. (…) Diese Malerin mit großzügiger Auffassung hat eine feine Technik mit starker eigenartiger Ausdrucksweise, sie hat ihren eigenen Stil, einen raffinierten Geschmack mit feinen Farbtönen; mit außerordentlicher Klugheit wird nuanciert. Ihre Farbengebungen sind harmonisch und die sich mischenden Töne bezeugen eine feine Sensibilität. (…) Ich erachte E. von Palmenberg als eine der bemerkenswertesten Künstlerinnen im heutigen Deutschland“.

## Ausstellungen
- 1907–1912 und 1915–1930 jährlich Kunstverein Baden-Baden
- 1909 Deutsche Kunstausstellung Baden-Baden
- 1925 Galerie Paulus München
- 1919 jährlich bis 1930 Glaspalast München
- 1931 Gedächtnisausstellung Kunsthalle Baden-Baden

## Werke in öffentlichen Sammlungen
- Pinakothek München
- Stadtmuseum Baden-Baden
- Kunsthalle Karlsruhe

## Publikationen
- Gedächtnis-Ausstellung Emilie von Palmenberg in der Ständigen Kunst-Ausstellung Lichtentaler Allee Baden-Baden 1931 (Ausstellungskatalog) Stadtarchiv Stadt Baden-Baden